# 庭瀬駅

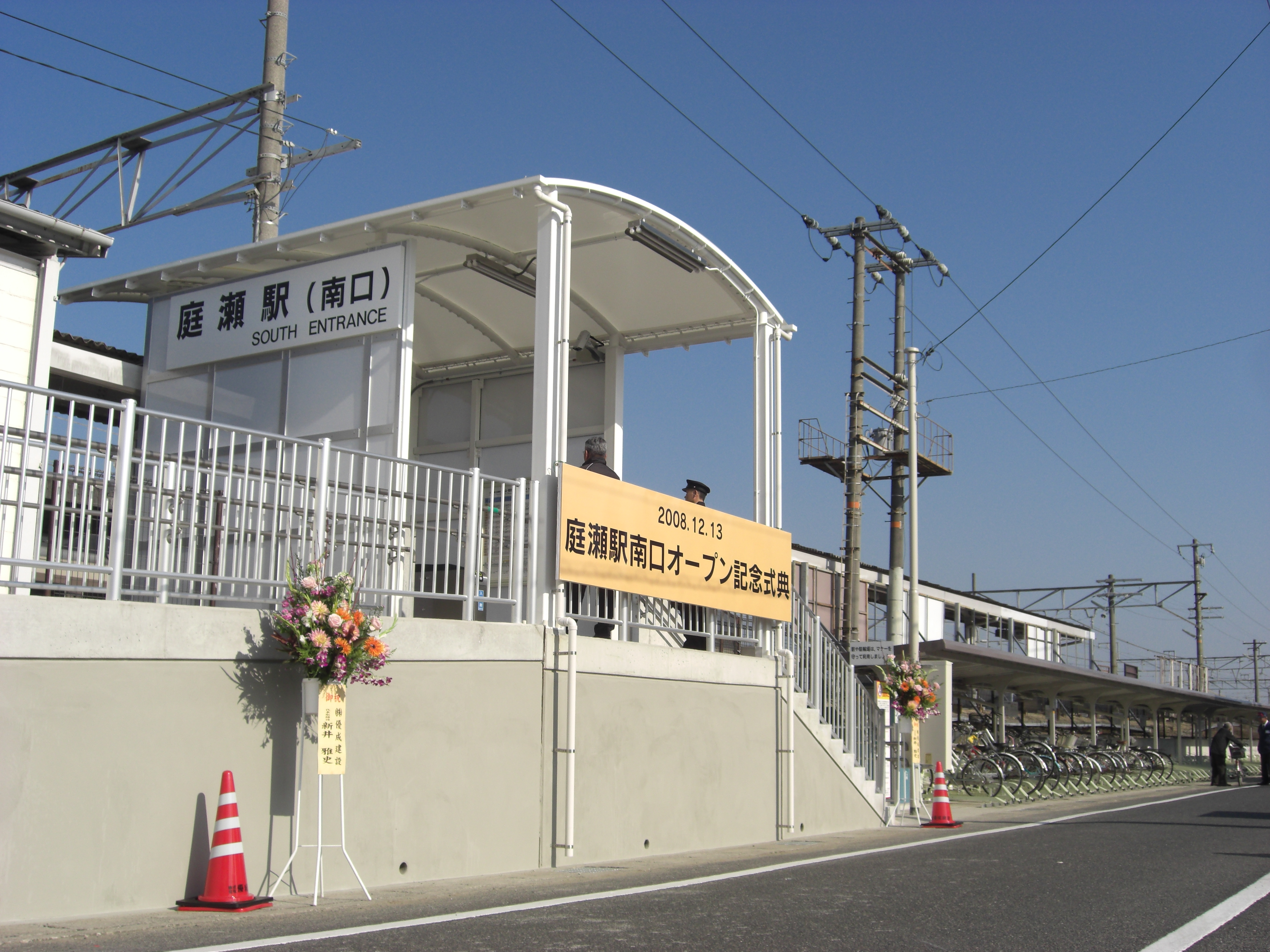
南口（2008年12月）

庭瀬駅（にわせえき）は、岡山県岡山市北区平野にある、西日本旅客鉄道（JR西日本）山陽本線の駅である。
線路名称上は山陽本線単独駅であるが、運転系統上は伯備線列車も乗入れる。駅番号は山陽本線がJR-W03、伯備線がJR-V03。

## 歴史
- 1891年（明治24年）4月25日：山陽鉄道岡山駅 - 倉敷駅間開通時に開設[1]。旅客・貨物取扱開始[1]。
- 1906年（明治39年）12月1日：山陽鉄道国有化[1]、官営鉄道の駅となる。
- 1909年（明治42年）10月12日：線路名称制定、山陽本線所属となる。
- 1960年（昭和35年）10月15日：貨物の取り扱いを廃止[1]。
- 1985年（昭和60年）2月1日：荷物扱い廃止[1]。
- 1986年（昭和61年）4月1日：現駅舎に改築、みどりの窓口営業開始。駅舎は鉄道建築協会の停車場建築賞（昭和60年度）を受賞[2]。
- 1987年（昭和62年）4月1日：国鉄分割民営化に伴い、西日本旅客鉄道（JR西日本）の駅となる[1]。
- 2006年（平成18年）2月25日：構内にエレベーターを設置[3]。
- 2007年（平成19年） 9月1日：ICカード「ICOCA」の利用が可能となる。
- 2008年（平成20年）12月13日：南口改札新設、使用開始。
- 2018年（平成30年）
  - 3月24日：この日限りでみどりの窓口営業終了[4]。
  - 3月25日：みどりの券売機プラス利用開始[4]、終日無人駅化。
- 2020年（令和2年）9月：駅ナンバリング導入、使用開始[5][6]。

## 駅構造
相対式ホーム2面2線を有する地上駅である。以前上下線間にホームの無い待避線（中線）が1本存在していた。
無人駅。みどりの券売機プラスが設置されている。
2008年（平成20年）12月13日に下りホーム側にも改札口（南口）が新設された。これにより、駅南側から踏切を渡らなくとも当駅に行き来することが可能。
2008年（平成20年）3月ダイヤ改正に伴い、上りホーム全体嵩上げ工事が実施された。また、電車停車位置が以前より岡山寄りに変更された。なお、跨線橋にはエレベーターが併設されている。
ICOCA及びICOCAと相互利用関係のICカードが利用可能。

### のりば
| のりば | 路線                     | 方向 | 行先                 |
| ------ | ------------------------ | ---- | -------------------- |
| 1      | 山陽本線 （ 伯備線含む） | 上り | 岡山方面             |
| 2      | 山陽本線                 | 下り | 倉敷・福山方面       |
| 2      | 伯備線                   | 下り | 倉敷・新見・米子方面 |

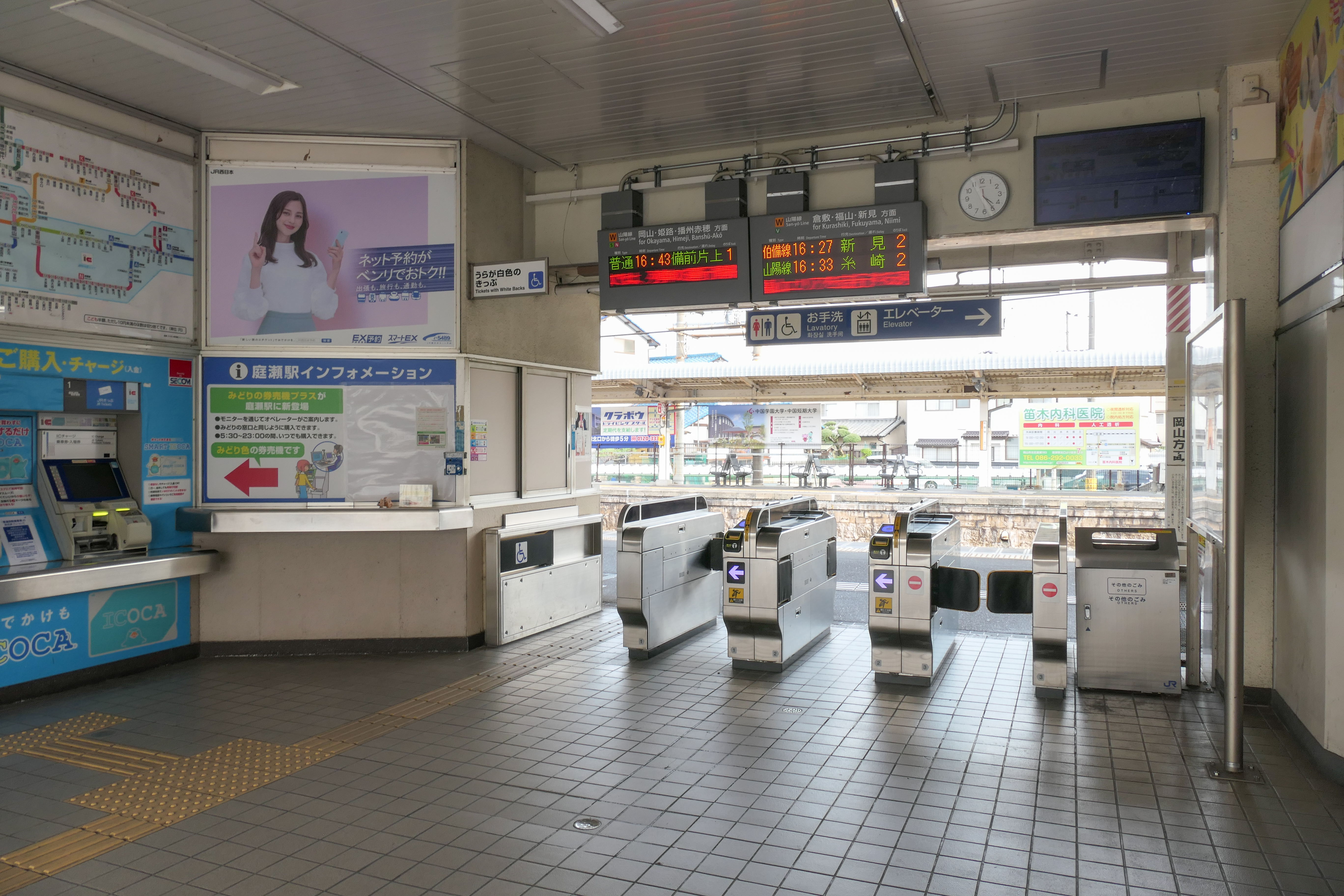
北口改札（2022年10月）
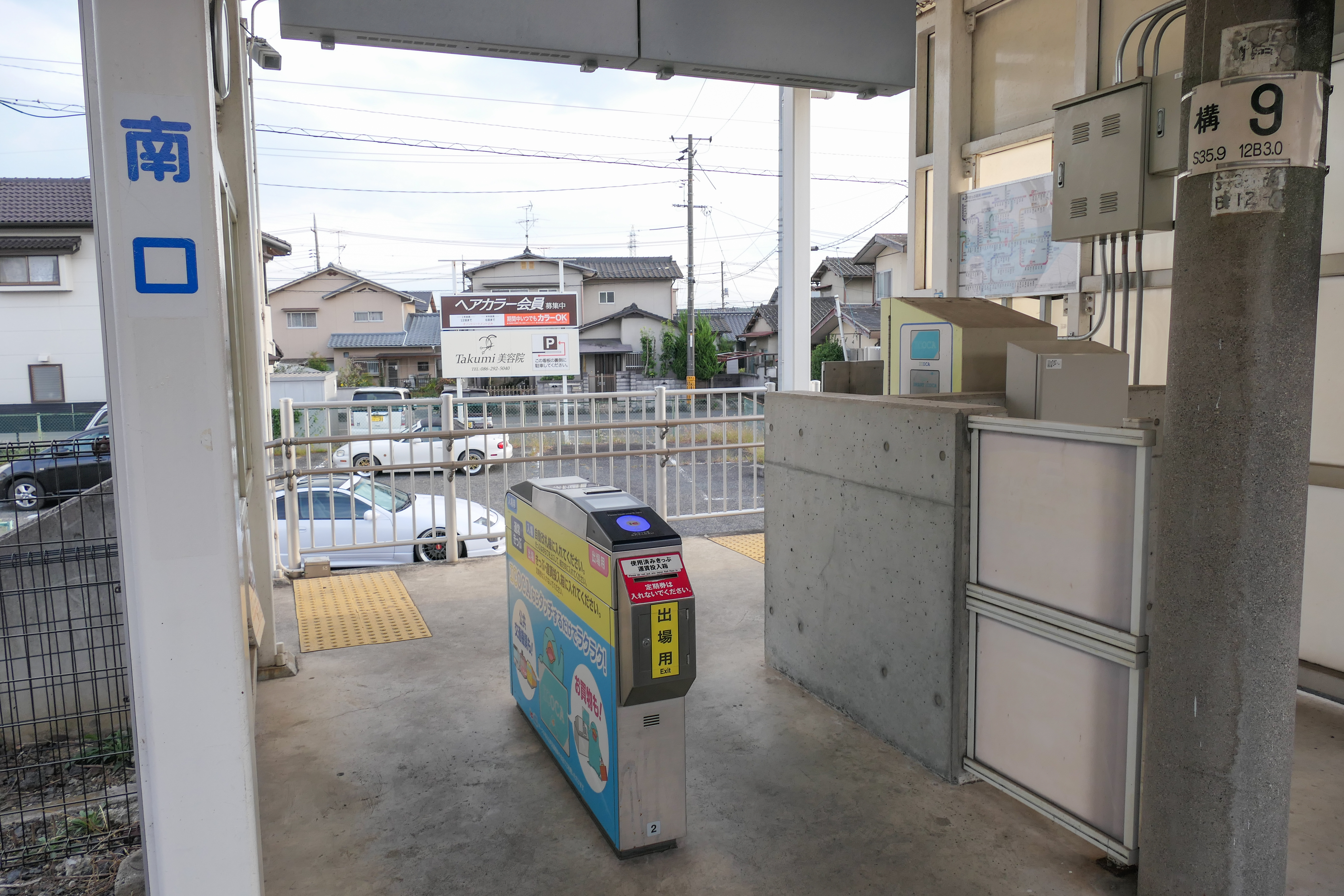
南口改札（2022年10月）
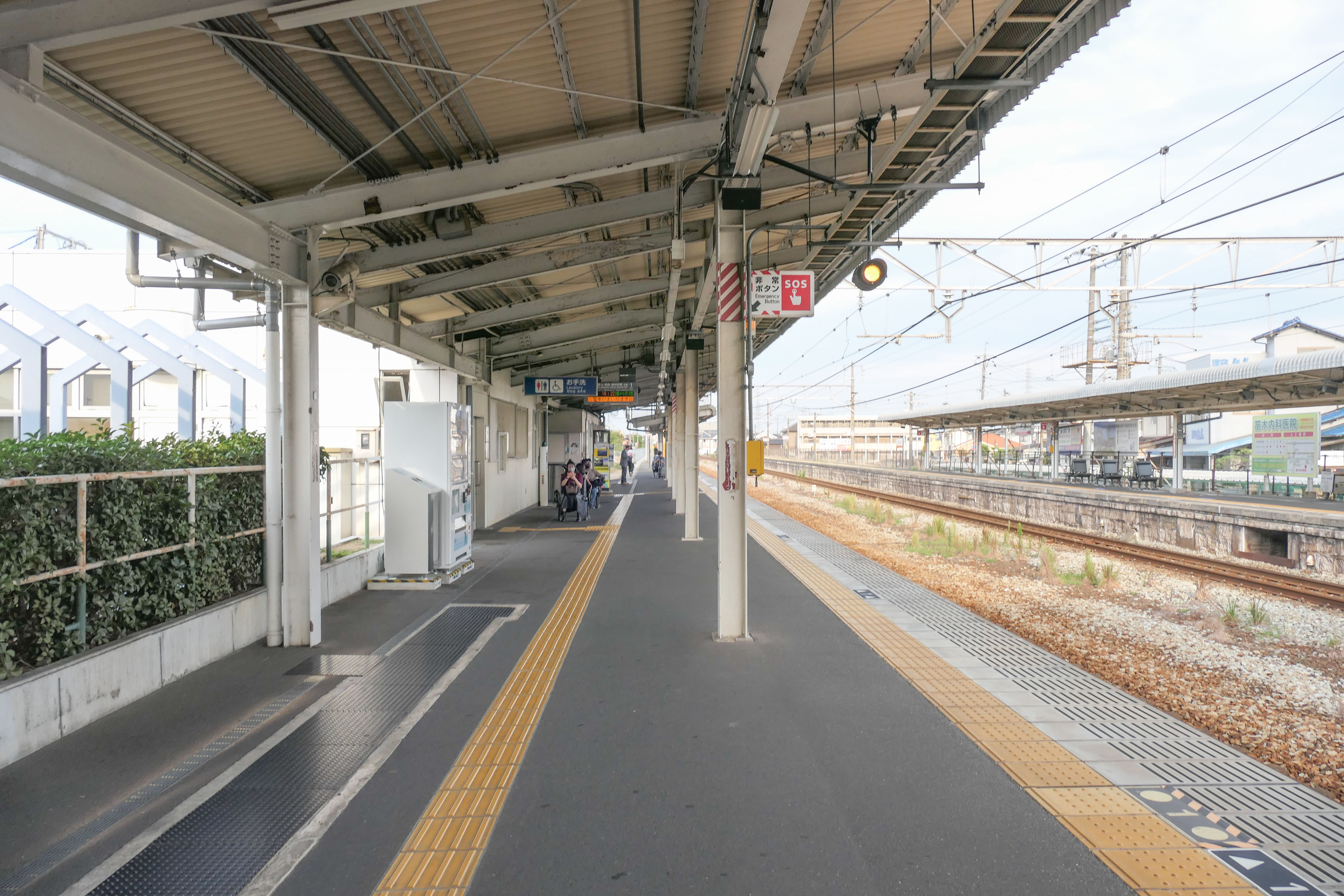
1番線ホーム（2022年10月）
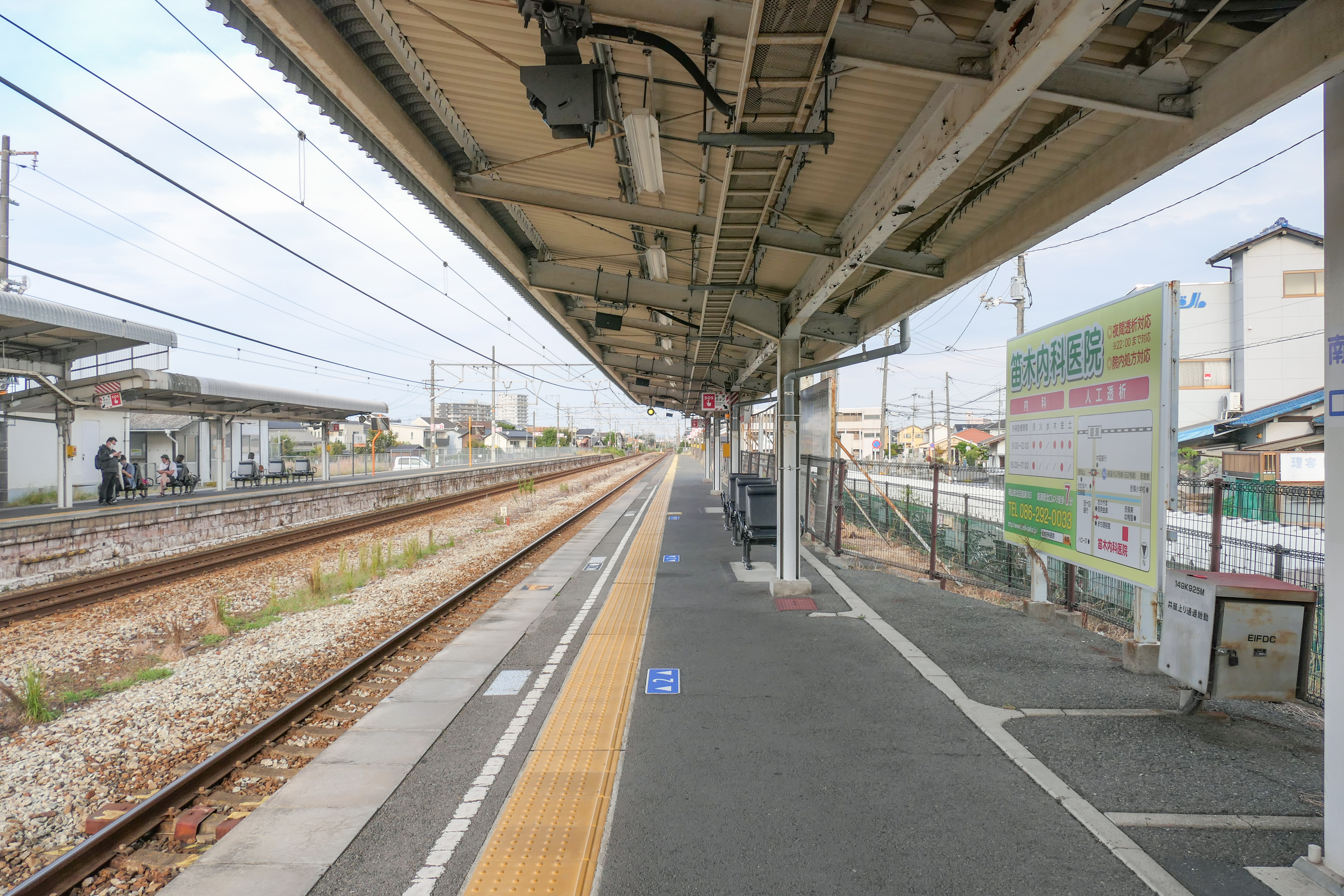
2番線ホーム（2022年10月）

### 券売機
自動券売機は、新幹線乗車券を取扱え、オペレーターと対話して切符を購入出来るみどりの券売機プラス（緑）と定期券等も購入可能な多機能券売機（赤）、機能限定券売機（青）がある。

## 利用状況
近年の1日平均乗車人員の推移は以下の通り
| 乗車人員推移 | 乗車人員推移 |
| 年度         | 1日平均人数  |
| ------------ | ------------ |
| 1999         | 4,117        |
| 2000         | 3,996        |
| 2001         | 3,953        |
| 2002         | 3,925        |
| 2003         | 3,893        |
| 2004         | 3,815        |
| 2005         | 3,798        |
| 2006         | 3,693        |
| 2007         | 3,692        |
| 2008         | 3,748        |
| 2009         | 3,640        |
| 2010         | 3,604        |
| 2011         | 3,677        |
| 2012         | 3,761        |
| 2013         | 3,883        |
| 2014         | 4,006        |
| 2015         | 4,157        |
| 2016         | 4,211        |
| 2017         | 4,267        |
| 2018         | 4,324        |
| 2019         | 4,341        |
| 2020         | 3,598        |
| 2021         | 3,531        |

## 隣の駅
西日本旅客鉄道（JR西日本）
 山陽本線・ 伯備線（倉敷駅まで山陽本線経由）
北長瀬駅 (JR-W02/JR-V02) - 庭瀬駅 (JR-W03/JR-V03) - 中庄駅 (JR-W04/JR-V04)